# Voice of America

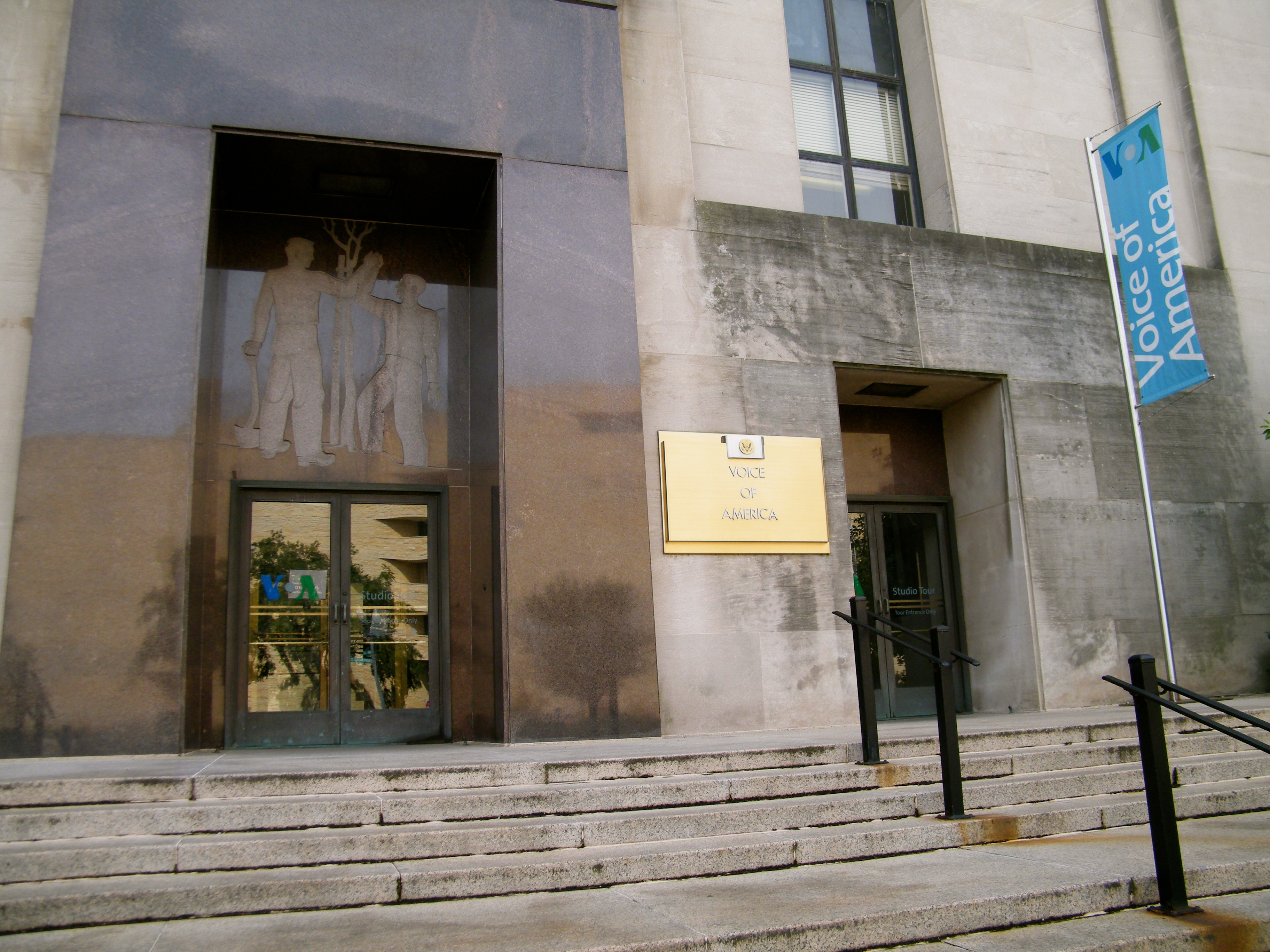
Voice of America headquarters in Washington, D.C.

Voice of America (VOA, Voce dell'America) è il servizio ufficiale radiotelevisivo del Governo federale degli Stati Uniti, supervisionato dalla United States Agency for Global Media.
VOA produce un'ampia serie di programmi radiofonici, televisivi e per Internet, trasmessi in tutto il mondo in 46 lingue, per promuovere una visione più positiva degli Stati Uniti d'America.

## Lingue
Voice of America trasmette nelle seguenti lingue (quelle con l'asterisco prevedono, oltre il servizio radiofonico, anche quello televisivo):
- Afan Oromo
- Albanese*
- Amarico
- Arabo*
- Armeno*
- Azero*
- Bengali*
- Bosniaco*
- Birmano
- Cantonese*
- Creolo haitiano
- Croato*
- Dari*
- Inglese*
- Francese*
- Georgiano
- Greco*
- Hausa
- Hindi
- Indonesiano*
- Khmer
- Kinyarwanda
- Kirundi
- Coreano
- Curdo
- Lao
- Macedone*
- Mandarino*
- Ndebele
- Pashto*
- Persiano*
- Portoghese
- Russo*
- Serbo*
- Shona
- Somali
- Spagnolo*
- Swahili
- Thai
- Tibetano*
- Tigrigna
- Turco*
- Ucraino*
- Urdu*
- Uzbeko*
- Vietnamita